# Monsieur Hector
Pour plus de détails, voir Fiche technique et Distribution.
Monsieur Hector est un film français réalisé par Maurice Cammage, sorti en 1940

## Synopsis
Pour échapper aux assiduités d'une incandescente étrangère, Maroussia, le Comte de Saint-Amand emprunte l'identité de son valet de chambre, Hector, lequel de son côté accepte de se faire passer pour lui. Chacun de son côté séduira des femmes dont les situations sociales vont compliquer leurs situations déjà paradoxales. Ce n'est qu'à Super-Talloires, la station de ski, que le jour se fera enfin sur cet imbroglio des cœurs et des passions.

## Fiche technique
- Titre : Monsieur Hector
- Titres alternatifs : Le Nègre du Négresco / M. Hector / M. Hector champion de ski [1]
- Réalisation : Maurice Cammage
- Coopération technique : André Roanne
- Scénario : D'après la pièce Le Jeu de l'amour et du hasard de Marivaux
- Adaptation : André Roanne, Jean Rioux, Pierre Maudru, Jean d'Arsennes
- Dialogue : Jean Rioux, Pierre Maudru
- Décors : Marcel Magnier, Lucien Jaquelux
- Photographie : Géo Clerc
- Opérateur : Coteret et Meyer
- Son : Jacques Hawadier
- Musique : Casimir Oberfeld
  - Parolier : Jean Manse
  - Chansons : Hector, You-hou, Moi, je mâche du chewing-gum
- Production : Stella Production
- Directeur de production : Edgar Baquet
- Tournage : du 25 janvier à avril 1940
- Pays :  France
- Format :  Noir et blanc - 1,37:1 - 35 mm - son mono
- Durée : 85 minutes
- Genre : Comédie
- Date de sortie en France
  - 13 décembre 1940 à Paris
  - 1er janvier 1941 à Marseille
- Visa d'exploitation : 1292 (délivré le 31/12/1940)
- Affiche : Roger Cartier (France)

## Distribution
- Fernandel : Hector, le valet de chambre du Comte
- Gaby Wagner : Jacqueline Monturot
- Denise Grey : Maroussia de Dragomir, l'aventurière
- Georges Grey : Le vicomte de Saint-Amand
- Jean Temerson : Le baron Grondin
- Madeleine Suffel : Suzanne Brichon
- Raymond Rognoni : Mr Monturot, le gérant
- Marthe Mussine : La femme de chambre
- Alice Denège : La chanteuse
- Georges Guétary : Un danseur Tyrolien durant la chanson "You-hou"
- Suzanne Fleurant : une cliente
- Marfa Dhervilly : une vieille cliente
- Eugène Yvernes
- Pierre Ferval
- Jean-Jacques Steen
- Édouard Francomme
- Jacques Henley
- Anaclara
- Rivers-Cadet : le maître d'hôtel
- Philippe Richard : le gérant du restaurant